# Älvsborgs stad
För andra betydelser, se Älvsborg (olika betydelser).
Älvsborgs stad var en stadsbildning sydväst om Älvsborgs slott, numera beläget rakt under Älvsborgsbrons södra fäste, som kan ses som en föregångare till staden Göteborg. Det var på order av Gustav Vasa som man 1547 flyttade den närbelägna staden Nya Lödöse till denna plats. När danskarna närmade sig 1563 i samband med att det Nordiska sjuårskriget bröt ut, brände danskarna ner staden. Många sökte då skydd i Älvsborgs slott, vilket dock föll i danskarnas händer efter en kort belägring och förblev danskt fram till att Stettinfredens villkor uppfyllts på sommaren 1571.

## Handel
På 1550-talet spelade Älvsborgs stad en viktig roll i planerna på att omdana den svenska handelspolitiken. Den drivande kraften var Gustav Vasas rådgivare Georg Norman som ville försöka kringgå mellanhänderna och på egen hand bedriva handel med Ryssland och Västeuropa. Viborg i öster och Älvsborg i väster skulle bli knutpunkter och bindas samman med inrikeshandeln i Sverige. Avsikten var även att undvika tullarna genom Öresundspassagen. "Den namnkunniga staden Älvsborg, som liggandes är vid Västersjön och haver sköna hamnar och ett gott inlopp" skriver drottning Elisabeth I av England cirka 1558 i samband med att Gustav Vasa förhandlade om att Älvsborg skulle ersätta Archangelsk i den på 1550-talet öppnade handelstraden. Under Erik XIVs ledning kombinerades dessa försök med giftermålsplaner med drottning Elisabeth. Älvsborg blev nu bas för den eskader som skulle segla på friarfärd till England, men allt omintetgjordes med underrättelsen om Gustav Vasas bortgång 1560.   
Idag finns det inga lämningar kvar av den kortlivade Älvsborgs stad, men Göteborgsskildraren Eric Cederbourg uppgav att det på 1730-talet fanns "urgamla kvarlevor och minnesmärken i jorden...efter gator, källare och tomtstenar."